# إعلان السيادة الكتالونية

نتائج التصويت على "إعلان السيادة" في البرلمان الكتالوني.

إعلان السيادة الكتالونية ويعرف أيضًا الإعلان بشأن السيادة والحق في اتخاذ القرار لشعب كتالونيا صدر الإعلان في 23 يناير 2013. وأكد الإعلان أن كتالونيا كيان مستقل ويوافق على «الشروع في عملية ممارسة الحق في اتخاذ القرار حتى يتمكن مواطنو كتالونيا من تقرير مستقبلهم السياسي الجماعي وفقًا للمبادئ التالية: الشرعية الديمقراطية، والشفافية، والحوار، والتماسك الاجتماعي، والاتحاد الأوروبي، والشرعية، ودور البرلمان الكتالوني والمشاركة». تم تمرير الإعلان بأغلبية 85 صوتًا مقابل 41 صوتًا وامتناع عضوين عن التصويت في برلمان كتالونيا.
في 8 مايو 2013 تم تعليق هذا الإعلان مؤقتًا من قبل المحكمة الدستورية الإسبانية. في 25 مارس 2014 أعلنت المحكمة نفسها أن مبدأ السيادة باطل وليس دستوريًا، وأقرت المبادئ الأخرى.